# Метод Куайна
Метод Куайна — способ представления функции в  ДНФ или КНФ с минимальным количеством членов и минимальным набором переменных. 

Преобразование функции можно разделить на два этапа:
- на первом этапе осуществляется переход от совершенной формы (СДНФ или СКНФ) к так называемой сокращённой форме;
- на втором этапе — переход от сокращённой формы к минимальной форме.

## Первый этап (получение сокращённой формы)
Представим, что заданная функция {\displaystyle f} представлена в СДНФ. Для осуществления первого этапа преобразование проходит два действия:
1. Операция склеивания;
2. Операция поглощения.

Операция склеивания сводится к нахождению пар членов, соответствующих виду {\displaystyle w\cdot x} или {\displaystyle w\cdot {\overline {x}}}, и преобразованию их в следующие выражения:
{\displaystyle w\cdot x\lor w\cdot {\overline {x}}=w\cdot (x\lor {\overline {x}})=w}. Результаты склеивания {\displaystyle w} теперь играют роль дополнительных членов. Необходимо найти все возможные пары членов (каждый член с каждым). 
Потом выполняется операция поглощения. Она основана на равенстве {\displaystyle w\lor w\cdot z=w\cdot (1\lor z)=w} (член {\displaystyle w} поглощает выражение {\displaystyle w\cdot z}). Вследствие этого действия из логического выражения вычёркиваются все члены, поглощаемые другими переменными, результаты которых получены в операции склеивания. 

Обе операции первого этапа могут выполняться до тех пор, пока это может быть осуществимо. 

Применение этих операций продемонстрировано в таблице:
| {\displaystyle x_{1}} | {\displaystyle x_{2}} | {\displaystyle x_{3}} | {\displaystyle f(x_{1},x_{2},x_{3})} |
| --------------------- | --------------------- | --------------------- | ------------------------------------ |
| 0                     | 0                     | 0                     | 0                                    |
| 0                     | 0                     | 1                     | 0                                    |
| 0                     | 1                     | 0                     | 1                                    |
| 0                     | 1                     | 1                     | 0                                    |
| 1                     | 0                     | 0                     | 1                                    |
| 1                     | 0                     | 1                     | 1                                    |
| 1                     | 1                     | 0                     | 1                                    |
| 1                     | 1                     | 1                     | 1                                    |

СДНФ выглядит так:
Результат операции склеивания нужен для преобразования функции на втором этапе (поглощения)
Членами результата склеивания являются
Член {\displaystyle x_{2}\cdot {\overline {x_{3}}}} поглощает те члены исходного выражения, которые содержат {\displaystyle x_{2}\cdot {\overline {x_{3}}}}, то есть первый и четвёртый. Эти члены вычёркиваются. Член {\displaystyle x_{1}\cdot {\overline {x_{2}}}} поглощает второй и третий, а член {\displaystyle x_{1}\cdot x_{3}} — пятый член исходного выражения.
Повторение обеих операций приводит к следующему выражению:
Здесь склеивается пара членов {\displaystyle x_{1}\cdot {\overline {x_{2}}}} и {\displaystyle x_{1}\cdot x_{2}} (склеивание пары членов {\displaystyle x_{1}\cdot {\overline {x_{3}}}} и {\displaystyle x_{1}\cdot x_{3}} приводит к тому же результату), результат склеивания {\displaystyle x_{1}} поглощает 2-, 3-, 4-, 5-й члены выражения. Дальнейшее проведение операций склеивания и поглощения оказывается невозможным, сокращённая форма выражения заданной функции (в данном случае она совпадает с минимальной формой)

Структурная схема функции

Члены сокращённой формы (в нашем случае это {\displaystyle x_{2}\cdot {\overline {x_{3}}}} и {\displaystyle x_{1}}) называются простыми импликантами функции. В итоге, мы получили наиболее простое выражение, если сравнивать его с начальной версией — СДНФ. Структурная схема такого элемента показана на рисунке справа.

## Второй этап (табличный) (получение минимальной формы)
Как и на первом этапе, в полученном равенстве могут содержаться члены, устранение которых никаким образом не повлияет на конечный результат. Следующий этап минимизации — удаление таких переменных. Таблица, представленная ниже, содержит значения истинности функции. По ней будет собрана следующая СДНФ.
| {\displaystyle x_{1}} | {\displaystyle x_{2}} | {\displaystyle x_{3}} | {\displaystyle x_{4}} | {\displaystyle f(x_{1},x_{2},x_{3},x_{4})} |
| --------------------- | --------------------- | --------------------- | --------------------- | ------------------------------------------ |
| 0                     | 0                     | 0                     | 0                     | 1                                          |
| 0                     | 0                     | 0                     | 1                     | 1                                          |
| 0                     | 0                     | 1                     | 0                     | 1                                          |
| 0                     | 0                     | 1                     | 1                     | 0                                          |
| 0                     | 1                     | 0                     | 0                     | 0                                          |
| 0                     | 1                     | 0                     | 1                     | 0                                          |
| 0                     | 1                     | 1                     | 0                     | 1                                          |
| 0                     | 1                     | 1                     | 1                     | 0                                          |
| 1                     | 0                     | 0                     | 0                     | 0                                          |
| 1                     | 0                     | 0                     | 1                     | 0                                          |
| 1                     | 0                     | 1                     | 0                     | 0                                          |
| 1                     | 0                     | 1                     | 1                     | 0                                          |
| 1                     | 1                     | 0                     | 0                     | 0                                          |
| 1                     | 1                     | 0                     | 1                     | 0                                          |
| 1                     | 1                     | 1                     | 0                     | 1                                          |
| 1                     | 1                     | 1                     | 1                     | 1                                          |

СДНФ, собранная по этой таблице выглядит следующим образом: 
Члены этого выражения являются простыми импликантами выражения. Переход от сокращённой формы к минимальной осуществляется с помощью импликантной матрицы.

### Импликантная матрица
Члены СДНФ заданной функции вписываются в столбцы, а в строки — простые импликанты, то есть члены сокращённой формы. Отмечаются столбцы членов СДНФ, которые поглощаются отдельными простыми импликантами. В следующей таблице простая импликанта {\displaystyle {\overline {x_{1}}}\cdot {\overline {x_{2}}}\cdot {\overline {x_{3}}}} поглощает члены {\displaystyle {\overline {x_{1}}}\cdot {\overline {x_{2}}}\cdot {\overline {x_{3}}}\cdot {\overline {x_{4}}}} и {\displaystyle {\overline {x_{1}}}\cdot {\overline {x_{2}}}\cdot {\overline {x_{3}}}\cdot x_{4}} (в первом и во втором столбцах поставлены крестики).
| Простая импликанта                                                                    | {\displaystyle {\overline {x_{1}}}\cdot {\overline {x_{2}}}\cdot {\overline {x_{3}}}\cdot {\overline {x_{4}}}} | {\displaystyle {\overline {x_{1}}}\cdot {\overline {x_{2}}}\cdot {\overline {x_{3}}}\cdot x_{4}} | {\displaystyle {\overline {x_{1}}}\cdot {\overline {x_{2}}}\cdot x_{3}\cdot {\overline {x_{4}}}} | {\displaystyle {\overline {x_{1}}}\cdot x_{2}\cdot x_{3}\cdot {\overline {x_{4}}}} | {\displaystyle x_{1}\cdot x_{2}\cdot x_{3}\cdot {\overline {x_{4}}}} | {\displaystyle x_{1}\cdot x_{2}\cdot x_{3}\cdot x_{4}} |
| ------------------------------------------------------------------------------------- | --- | ------------------------------------------------------------------------------------------------ | ------------------------------------------------------------------------------------------------ | ---------------------------------------------------------------------------------- | -------------------------------------------------------------------- | ------------------------------------------------------ |
| {\displaystyle {\overline {x_{1}}}\cdot {\overline {x_{2}}}\cdot {\overline {x_{3}}}} | {\displaystyle \times }                                                                                        | {\displaystyle \times }                                                                          |                                                                                                  |                                                                                    |                                                                      |                                                        |
| {\displaystyle {\overline {x_{1}}}\cdot {\overline {x_{2}}}\cdot {\overline {x_{4}}}} | {\displaystyle \times }                                                                                        |                                                                                                  | {\displaystyle \times }                                                                          |                                                                                    |                                                                      |                                                        |
| {\displaystyle {\overline {x_{1}}}\cdot x_{3}\cdot {\overline {x_{4}}}}               | |                                                                                                  | {\displaystyle \times }                                                                          | {\displaystyle \times }                                                            |                                                                      |                                                        |
| {\displaystyle x_{2}\cdot x_{3}\cdot {\overline {x_{4}}}}                             | |                                                                                                  |                                                                                                  | {\displaystyle \times }                                                            | {\displaystyle \times }                                              |                                                        |
| {\displaystyle x_{1}\cdot x_{2}\cdot x_{3}}                                           | |                                                                                                  |                                                                                                  |                                                                                    | {\displaystyle \times }                                              | {\displaystyle \times }                                |

Вторая импликанта поглощает первый и третий члены СДНФ (указано крестиками) и т. д. Импликанты, не подлежащие исключению, образуют ядро. Такие импликанты определяются по вышеуказанной матрице. Для каждой из них имеется хотя бы один столбец, перекрываемый только этой импликантой.
В нашем примере ядро составляют импликанты {\displaystyle {\overline {x_{1}}}\cdot {\overline {x_{2}}}\cdot {\overline {x_{3}}}} и {\displaystyle x_{1}\cdot x_{2}\cdot x_{3}} (ими перекрываются второй и шестой столбцы). Исключение из сокращённой формы одновременно всех импликант, не входящих в ядро, невозможно, так как исключение одной из импликант может превратить другую в уже нелишний член. 

Для получения минимальной формы достаточно выбрать из импликантов, не входящих в ядро, такое минимальное их число с минимальным количеством букв в каждом из этих импликант, которое обеспечит перекрытие всех столбцов, не перекрытых членами ядра. В рассматриваемом примере необходимо импликантами, не входящими в ядро, перекрыть третий и четвёртый столбцы матрицы. Это может быть достигнуто различными способами, но так как необходимо выбирать минимальное число импликант, то, очевидно, для перекрытия этих столбцов следует выбрать импликанту {\displaystyle {\overline {x_{1}}}\cdot x_{3}\cdot {\overline {x_{4}}}}.
Минимальная дизъюнктивная нормальная форма (МДНФ) заданной функции:

Структурная схема, соответствующая выражению в МДНФ (второй этап) при минимизации функции методом Квайна

Структурная схема, соответствующая этому выражению приведена на рисунке слева. Переход от сокращённой схемы к МДНФ был осуществлён путём исключения лишних членов — импликант {\displaystyle {\overline {x_{1}}}\cdot {\overline {x_{2}}}\cdot {\overline {x_{4}}}} и {\displaystyle x_{2}\cdot x_{3}\cdot {\overline {x_{4}}}}. Покажем допустимость подобного исключения членов из логического выражения.
Импликанты {\displaystyle {\overline {x_{1}}}\cdot {\overline {x_{2}}}\cdot {\overline {x_{4}}}} и {\displaystyle x_{2}\cdot x_{3}\cdot {\overline {x_{4}}}} становятся равными лог. 1 соответственно при следующих наборах значений аргументов:
{\displaystyle x_{1}=0},
{\displaystyle x_{2}=0},
{\displaystyle x_{4}=0}
и
{\displaystyle x_{2}=1},
{\displaystyle x_{3}=1},
{\displaystyle x_{4}=0}.
Роль этих импликант в выражении сокращённой формы функции заключается лишь в том, чтобы на приведённых наборах значений аргументов присваивать функции {\displaystyle f(x_{1},x_{2},x_{3},x_{4})} значение 1. Однако при этих наборах функция равна 1 из-за остальных импликант выражения. Действительно, подставляя набор значений, указанных выше в формулу (а), получаем:
- при {\displaystyle x_{1}=0}, {\displaystyle x_{2}=0}, {\displaystyle x_{4}=0}

{\displaystyle f(0,0,x_{3},0)=1\cdot 1\cdot {\overline {x_{3}}}\vee 0\cdot 0\cdot x_{3}\vee 1\cdot x_{3}\cdot 1={\overline {x_{3}}}\vee x_{3}=1};
- при {\displaystyle x_{2}=1}, {\displaystyle x_{3}=1}, {\displaystyle x_{4}=0}

{\displaystyle f(x_{1},1,1,0)={\overline {x_{1}}}\cdot 0\cdot 0\vee x_{1}\cdot 1\cdot 1\vee {\overline {x_{1}}}\cdot 1\cdot 1=x_{1}\vee {\overline {x_{1}}}=1};

## Использование метода для получения минимальнойКНФ
Для получения Минимальной конъюнктивной нормальной формы (МКНФ), используя метод Куайна, вводятся следующие критерии:
- для минимизации берётся не СДНФ, а  СКНФ функции;
- склеиваемые пары членов меняются на: {\displaystyle w\vee x} или {\displaystyle w\vee {\overline {x}}};
- правило операции поглощения выглядит следующим образом:

{\displaystyle z\cdot (z\vee y)=z\vee z\cdot y=z\cdot (1\vee y)=z}